# دهان حقیقت

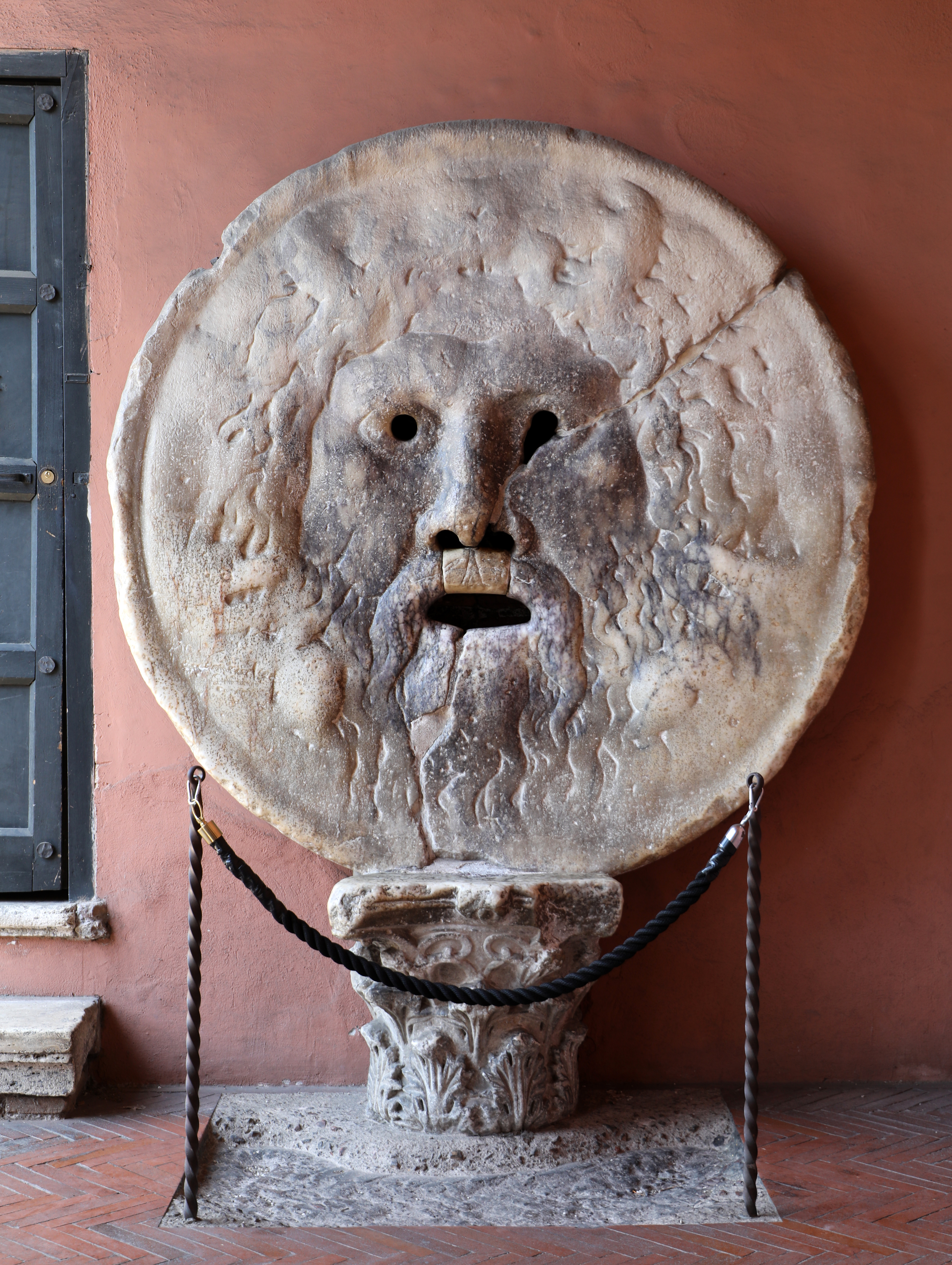
دهان حقیقت.

دهان حقیقت (ایتالیایی: Bocca della Verità) یک ماسک از جنس سنگ مرمر در رم ایتالیا است که در مقابل دیوار سمت چپ کلیسای سانتا ماریا این کوسمدین قرار دارد. این مجسمه بازدیدکننده‌هایی را جذب می‌کند که جسورانه دست خود را در دهان آن فرو می‌برند.
این ماسک مرمرین عظیم وزنی حدود ۱۳۰۰ کیلوگرم دارد و احتمالاً تصویرگر چهرهٔ اوکئانوس خدای اقیانوس‌هاست.

## اشاره در آثار فرهنگی

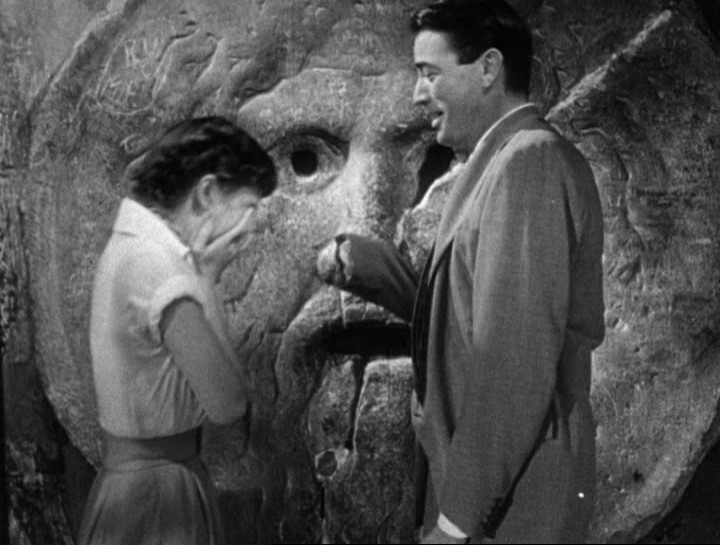
صحنه از تعطیلات رومی با آدری هپبورن و گریگوری پک

اکنون دهان حقیقت بیشتر بخاطر نمایش آن در فیلم تعطیلات رومی شناخته می‌شود. این فیلم همچنین از دهان حقیقت به عنوان وسیله‌ای برای داستان‌پردازی استفاده می‌کند زیرا شخصیت‌های هپبورن و پک در ابتدا به یکدیگر اعتماد ندارند. در کتاب Het geheim van de afgebeten vingers اثر نویسندهٔ هلندی Rindert Kromhout  انگشتان بچه‌های دروغگو بدست اسکلتی که درanta Maria della Concezione dei Cappuccini زندگی می‌کند توسط داس بریده می‌شود.

## نگارخانه

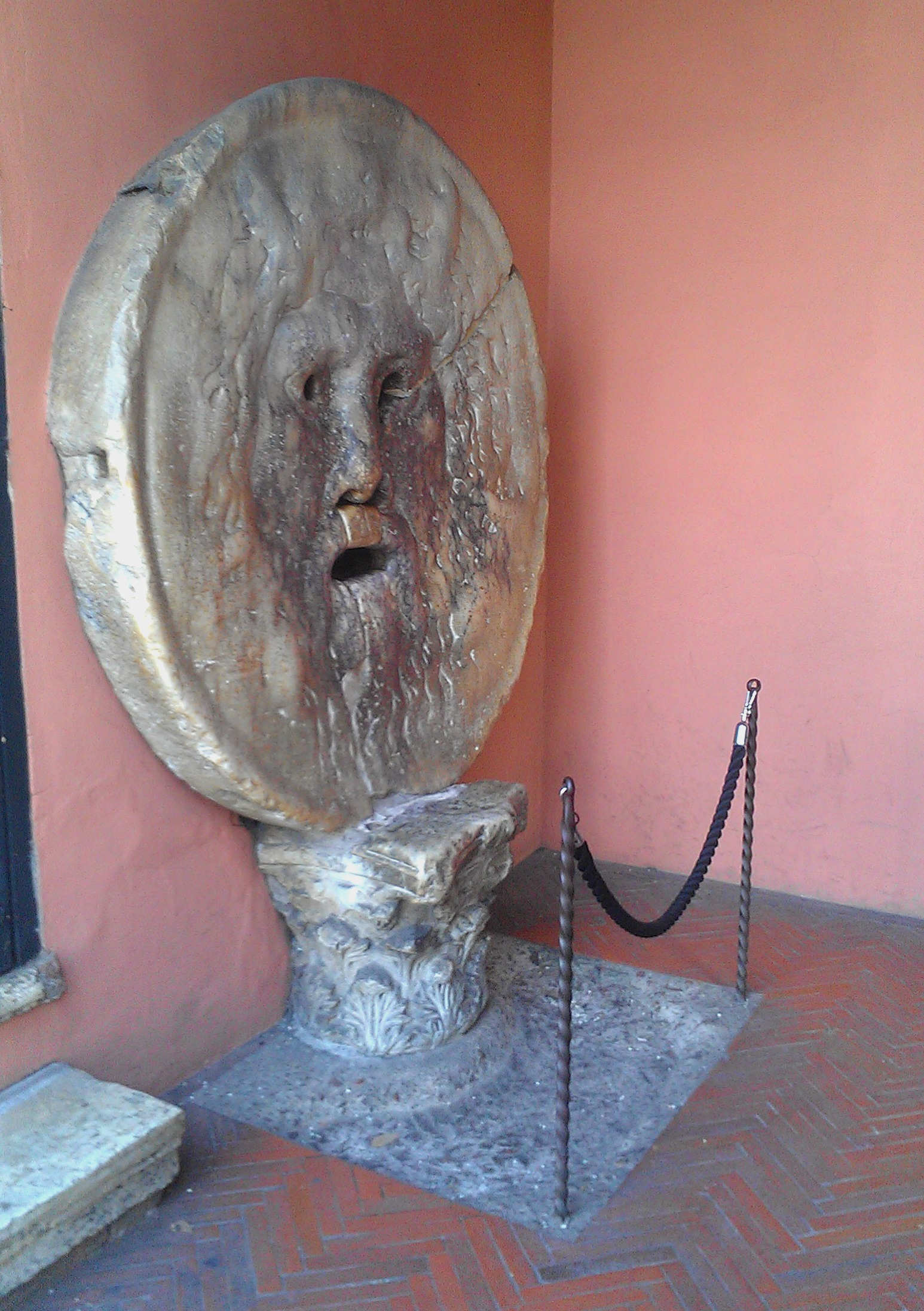
نمای جانبی دهان حقیقت.
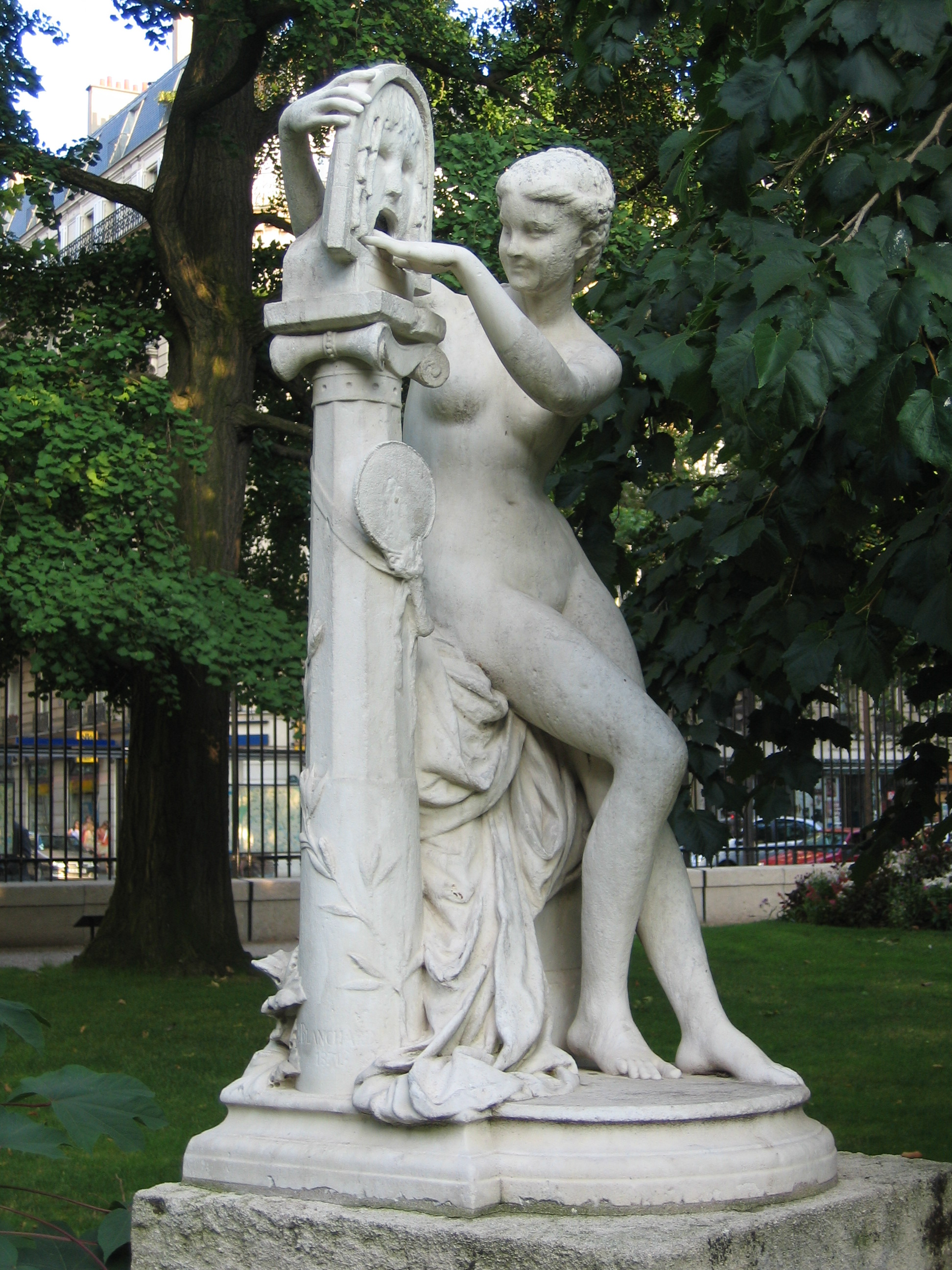
دهان حقیقت، ساخته شده توسط Jules Blanchard، در Luxembourg Garden، پاریس.
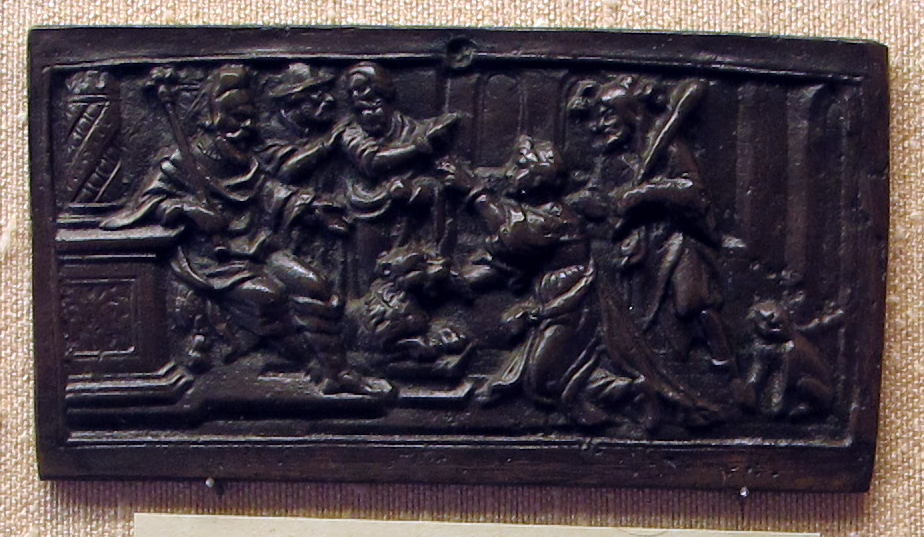
ملکه و دهان، در اینجا نشان داده شده به عنوان مجسمهٔ شیر، در Plaquette آلمانی.
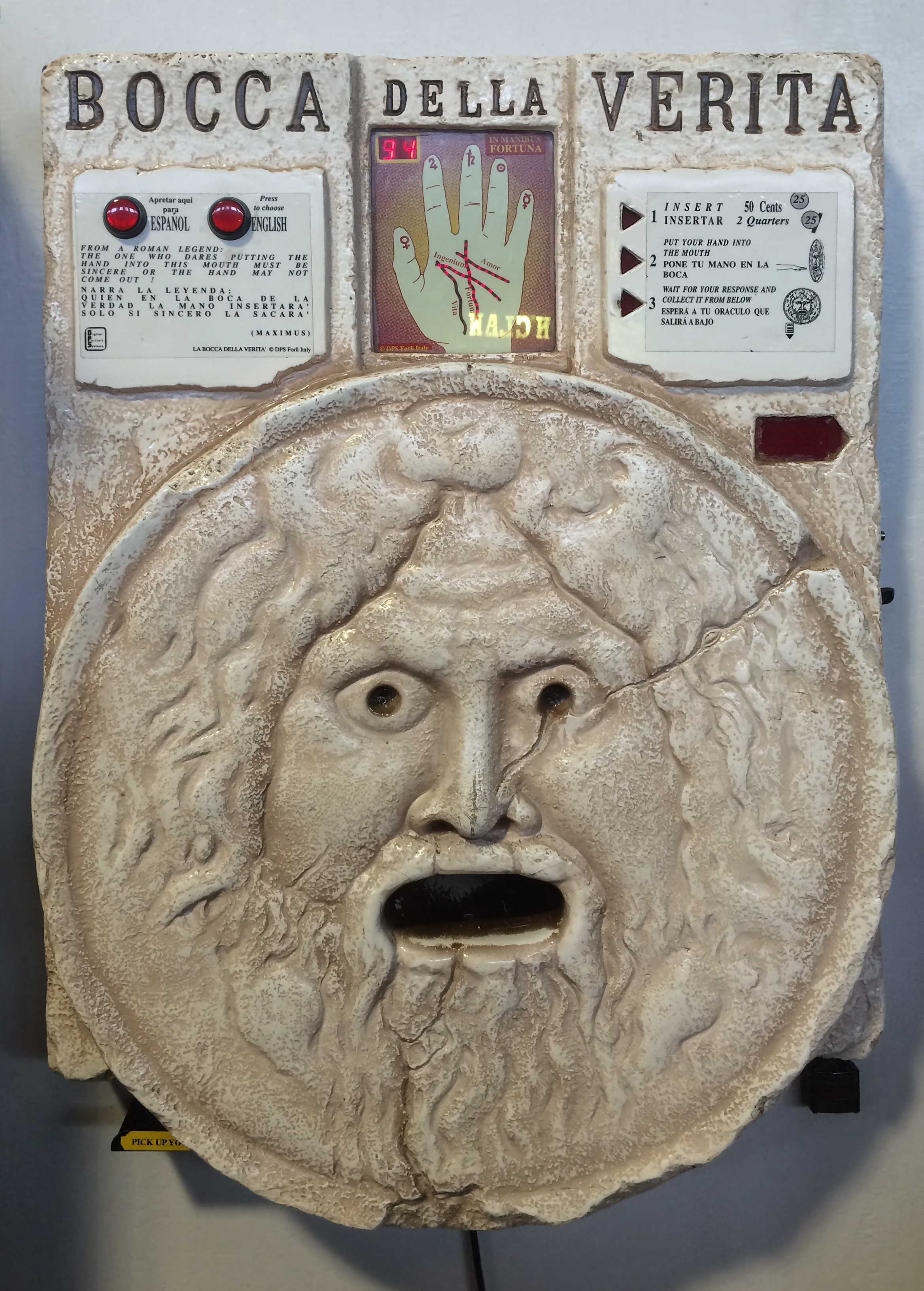
دستگاه پیشگوی دهان حقیقت در Musée Mécanique در سان فرانسیسکو.
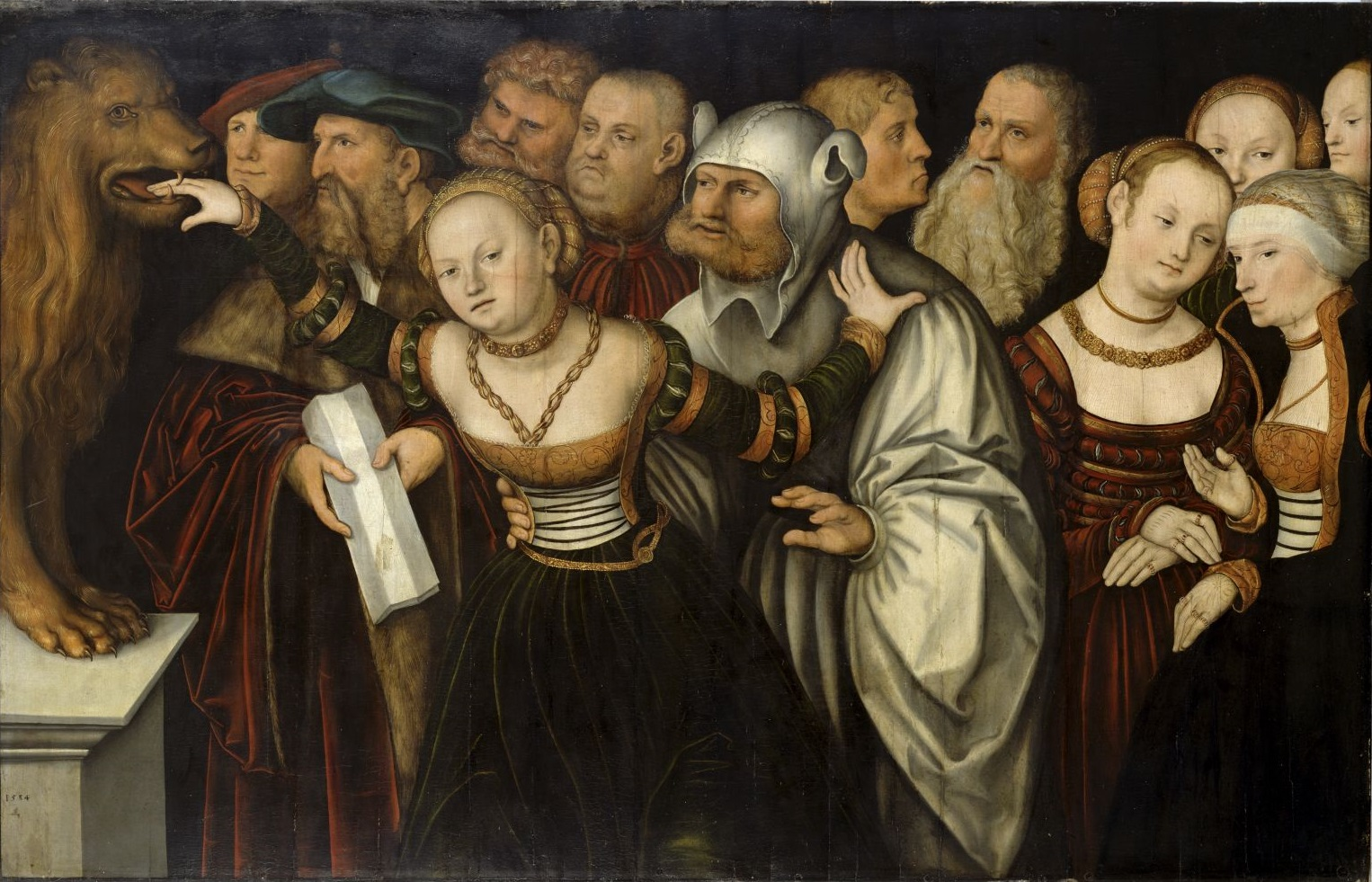
دهان حقیقت توسط لوکاس کراناچ بزرگتر.
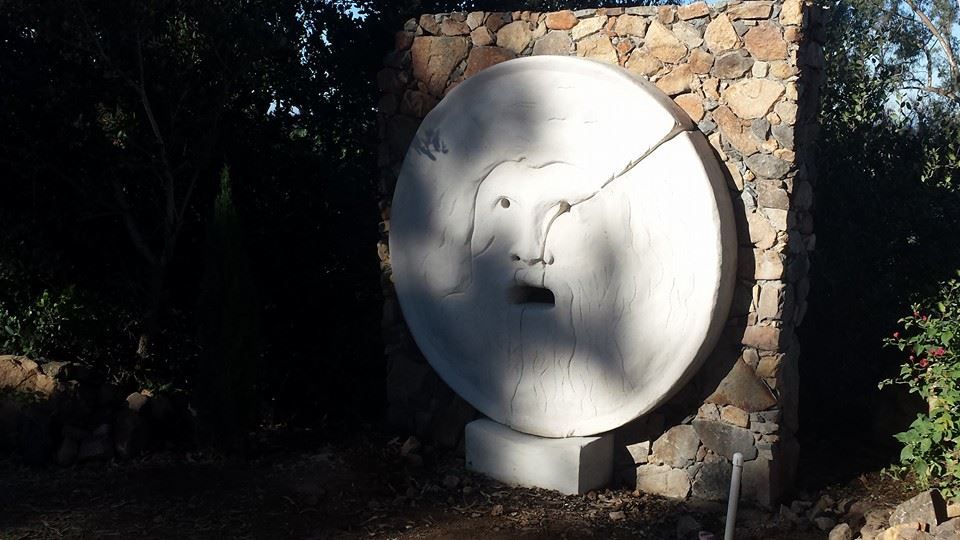
نسخهٔ بدل دقیق از دهان حقیقت ایجاد شده توسط برایان مورس در باغ مدیترانه در باغ Alta Vista Gardens.